# Anastatus colemani
Anastatus colemani is een vliesvleugelig insect uit de familie Eupelmidae. De wetenschappelijke naam is voor het eerst geldig gepubliceerd in 1912 door Crawford.